# Wenger
Wenger je švýcarská společnost vyrábějící hodinky a cestovní vybavení se sídlem v Delémontu. Do roku 2005 byla jedna ze dvou společností vyrábějících tzv. „švýcarské nože“, pak byla koupena konkurenční společností Victorinox, která v roce 2013 převedla výrobu nožů Wenger pod značku Victorinox.

## Historie

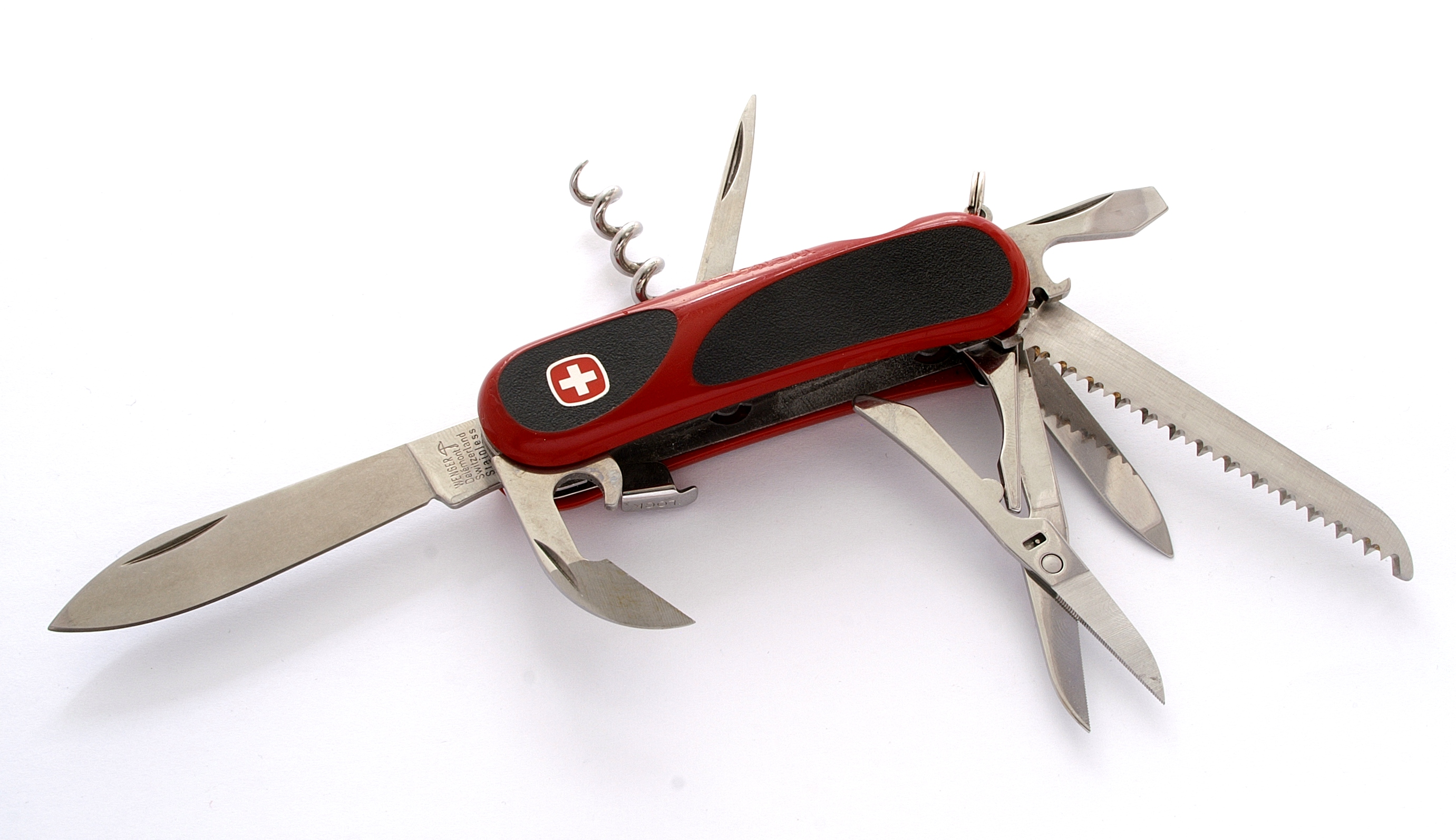
Wenger EvoGrip S17

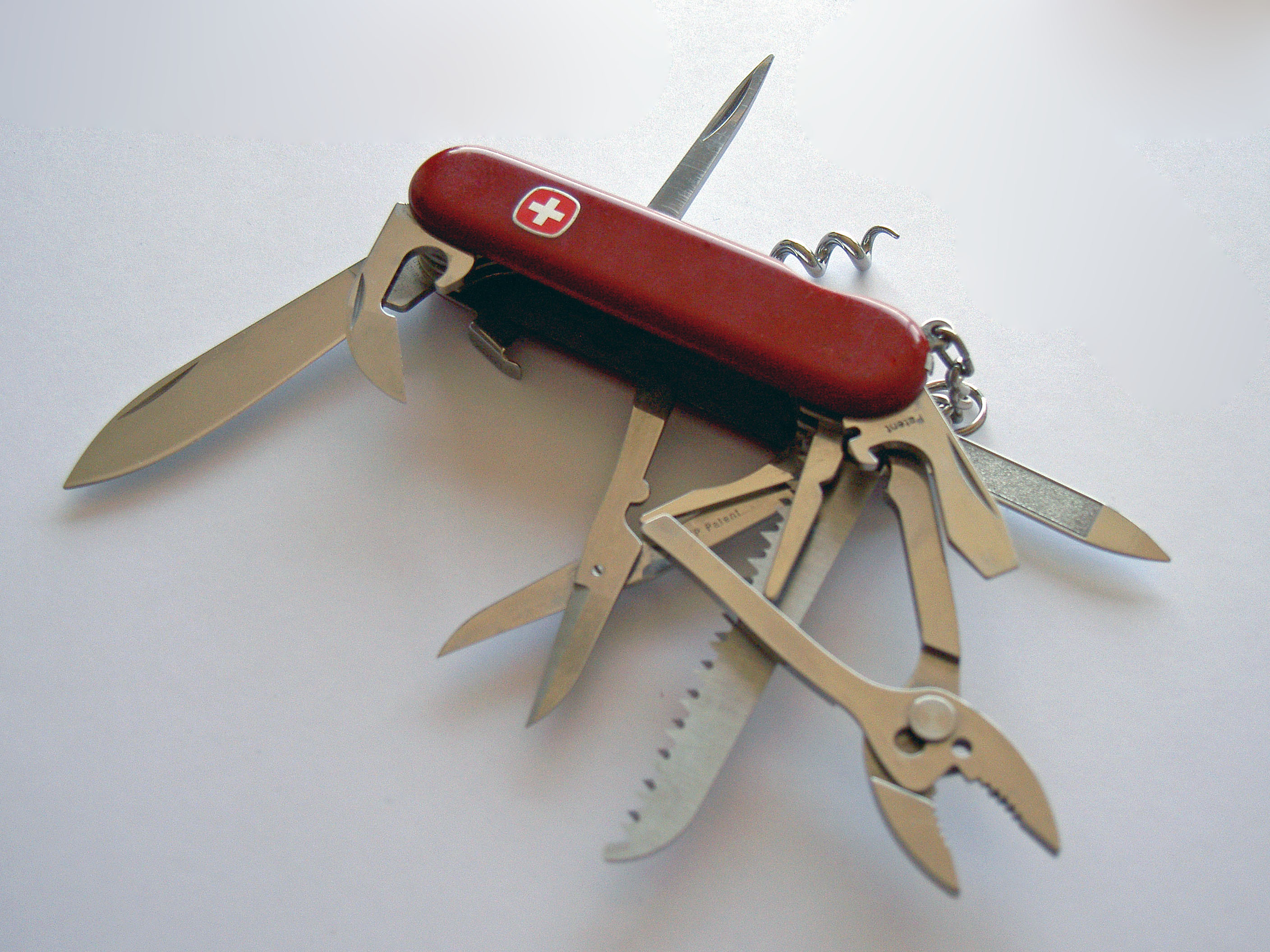
Model nože s kleštěmi

Firmě Wenger předcházelo založení firmy Paul Boechat & Cie v roce 1893, tato firma vznikla díky poptávce Švýcarské armády po multifunkčním nástroji, který by sloužil jejím vojákům. Ti totiž k sestavení tehdy nově představené pušky postřebovali šroubovák. Po pěti letech činnosti byl na pozici ředitele přijat Theodor Wenger, kněz, který se krátce předtím vrátil se svou manželkou z USA a obchodu se naučil u svého tchána, obchodníka s tkaninami. Theodor Wenger rozšířil výrobu a firma nově začala, kromě nožů, vyrábět i vidličky a lžíce. V roce 1900 Wenger otevřel novou továrnu o rozloze 1 700 čtverečních metrů. Ačkoliv firma Wenger dodávala nože pro účely Švýcarské Armády již od roku 1893, oficiálním dodavatelem Švýcarské Armády se stala až v roce 1908, kdy se armáda rozhodla přidělit přesně polovinu celé zakázky na zavírací nože každé firmě, jak Wengeru, tak Victorinoxu. Wenger firmu později převzal, a přejmenoval ji na Wenger & Cie.
V roce 1988 se firma rozhodla vstoupit i na trh s další typicky švýcarskou komoditou, hodinkami.
V roce 2005 odkoupila firmu Wenger firma Victorinox.
V roce 2013 přišly obě společnosti s oficiálním prohlášením o spojení výroby v oblasti nožů a od roku 2014 již budou nože Wenger vyráběny pouze pod značkou Victorinox.

## Produkty

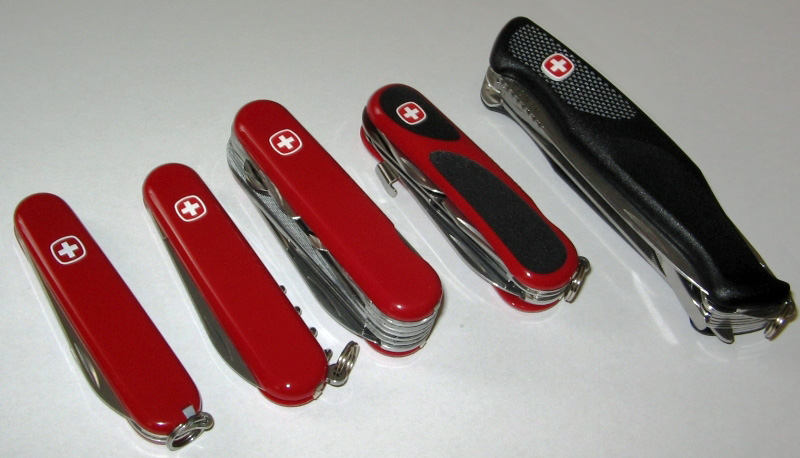
Sada nožů Wenger

### Nože
Nože firmy Wenger jsou označovány jako "Opravdový Švýcarský Armádní nůž" (Genuine Swiss Army knife). Liší se tak od nožů firmy Victorinox (Original Swiss Army Knife). Wenger má několik řad svých nožů, které se liší svou výbavou, či různými úpravami např. Classic, Ranger, Evolution, Swissarmy, či EvoGrip.

### Hodinky
Hodinky firmy Wenger se na trhu uchytily, o tom svědčí již to, že se prodávají více než 20 let. Hodinky mají ochrannou známku Swiss Made.

### Ostatní
Wenger začal vyrábět také vybavení pro outdoorové aktivity, např. stany, spací pytle, outdoorovou obuv, batohy, či turistické lahve.